# یون هیون جی
یون هیون جی (کره‌ای: 윤현지؛ زادهٔ ۱۴ فوریهٔ ۱۹۹۴) جودوکار اهل کره جنوبی است.